# Wimbledon 2010

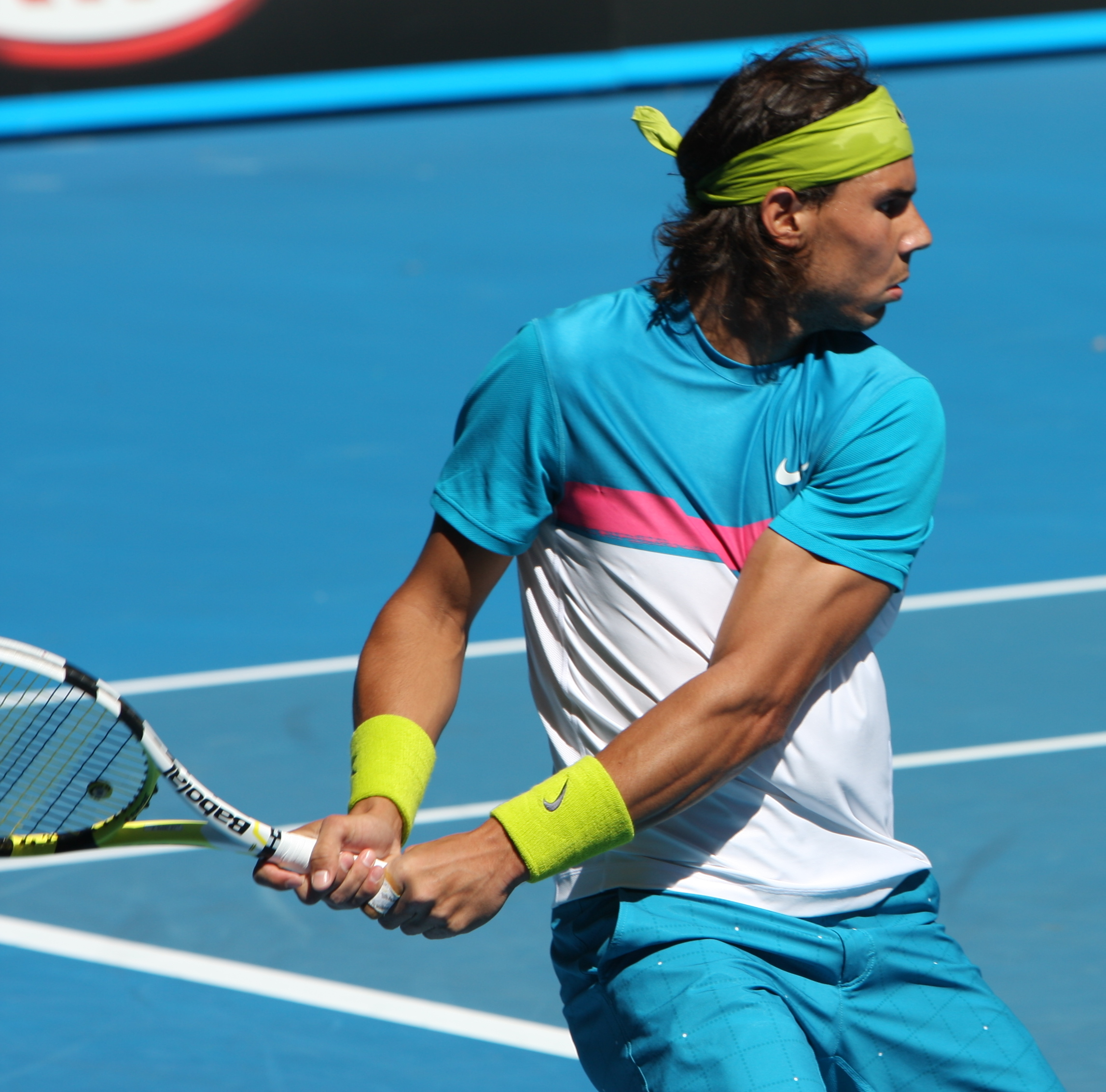
Rafael Nadal.

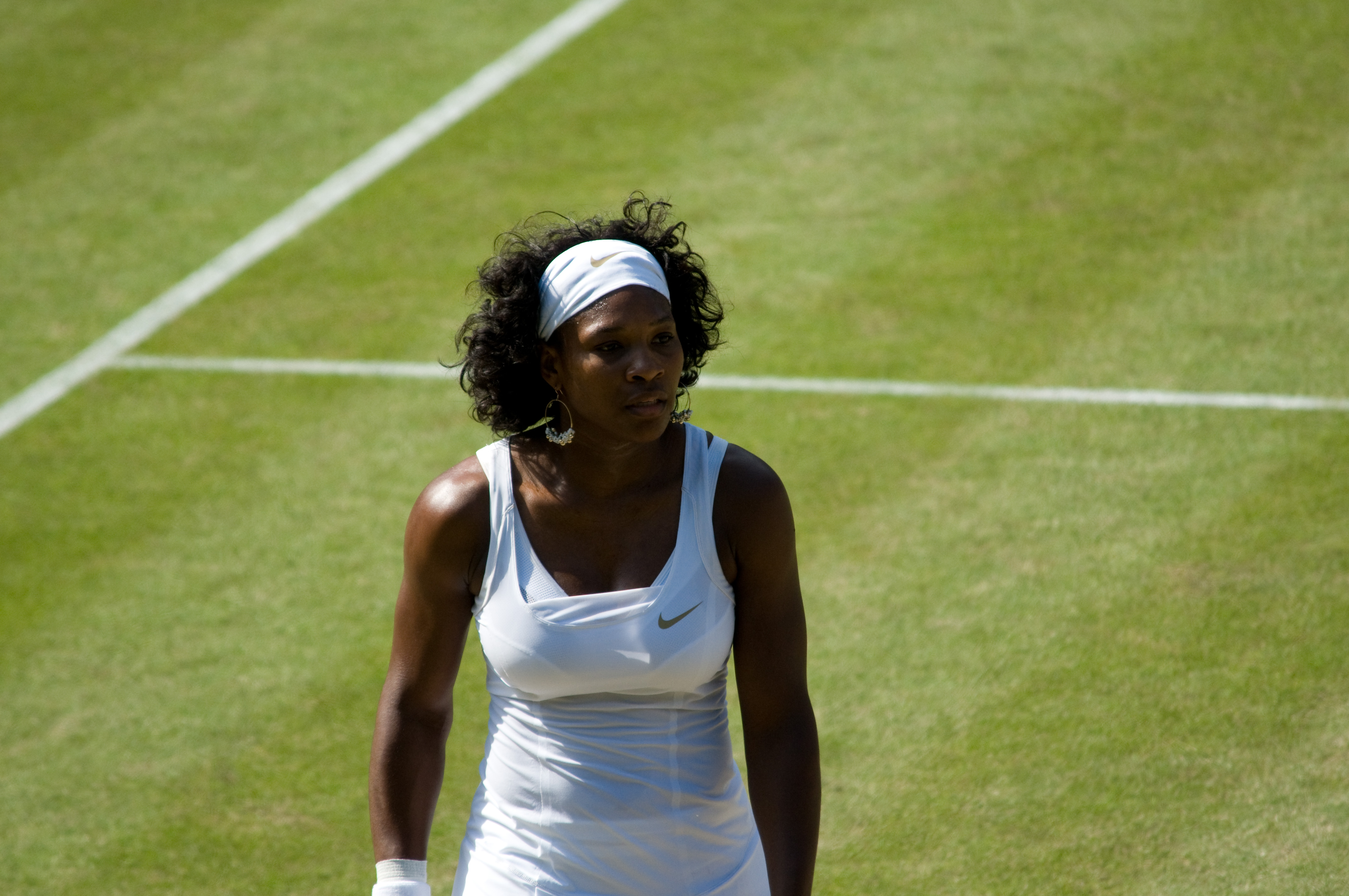
Serena Williamsová.

Třetí Grandslamový tenisový turnaj sezóny Wimbledon se v roce 2010 konal od pondělí 21. června do neděle 4. července. Hrál se tradičně na travnatých dvorcích v londýnském All England Lawn Tennis and Croquet Clubu.
Obhájci titulu dvouhře byli Švýcar Roger Federer, jenž vypadl ve čtvrtfinále s Tomášem Berdychem a Američanka Serena Williamsová, která titul obhájila.

## Vítězové

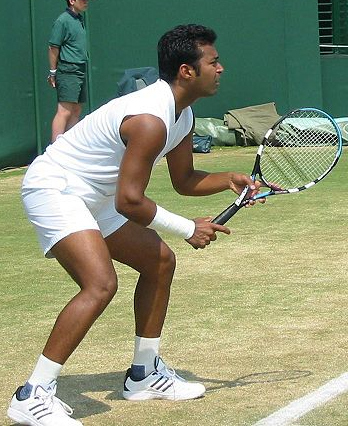
Leander Paes.

Mužskou dvouhru vyhrál podruhé Španěl Rafael Nadal a upevnil si pozici světové jedničky (předchozí titul 2008).
V ženské dvouhře zvítězila obhájkyně a světová jednička Serena Williamsová, která tak získala svůj čtvrtý titul (předchozí vítězství 2002, 2003, 2009).
V mužské čtyřhře získala svůj první grandslamový titul nenasazená rakousko-německá dvojice Jürgen Melzer a Philipp Petzschner.
Ženskou čtyřhru vyhrál nenasazený americko-kazašský pár Vania Kingová a Jaroslava Švedovová. Pro obě hráčky to byl zisk prvního grandslamu vůbec.
Ve smíšené čtyřhře vyhrála zimbabwsko-indická druhá nasazená dvojice Cara Blacková a Leander Paes, loňští finalisté této soutěže. Blacková získala celkově svůj pátý grandslamový titul v soutěži smíšené čtyřhry, Paes svůj šestý titul.

## Statistiky
- Nejvíce es:  John Isner - 113 /  Serena Williamsová - 89
- Nejrychlejší podání:  Taylor Dent - 238 km/h /  Venus Williamsová - 205 km/h
- Nejvíce dvojchyb:  Novak Djoković - 38 /  Kaia Kanepiová - 29
- Nejlepší procentuální úspěšnost prvního podání:  Máximo González - 84 % /  Patty Schnyderová - 73%
- Nejvíce proměněných brejkbolů: Rafael Nadal - 32 /  Serena Williamsová - 25[1]

## Výsledky českých tenistů

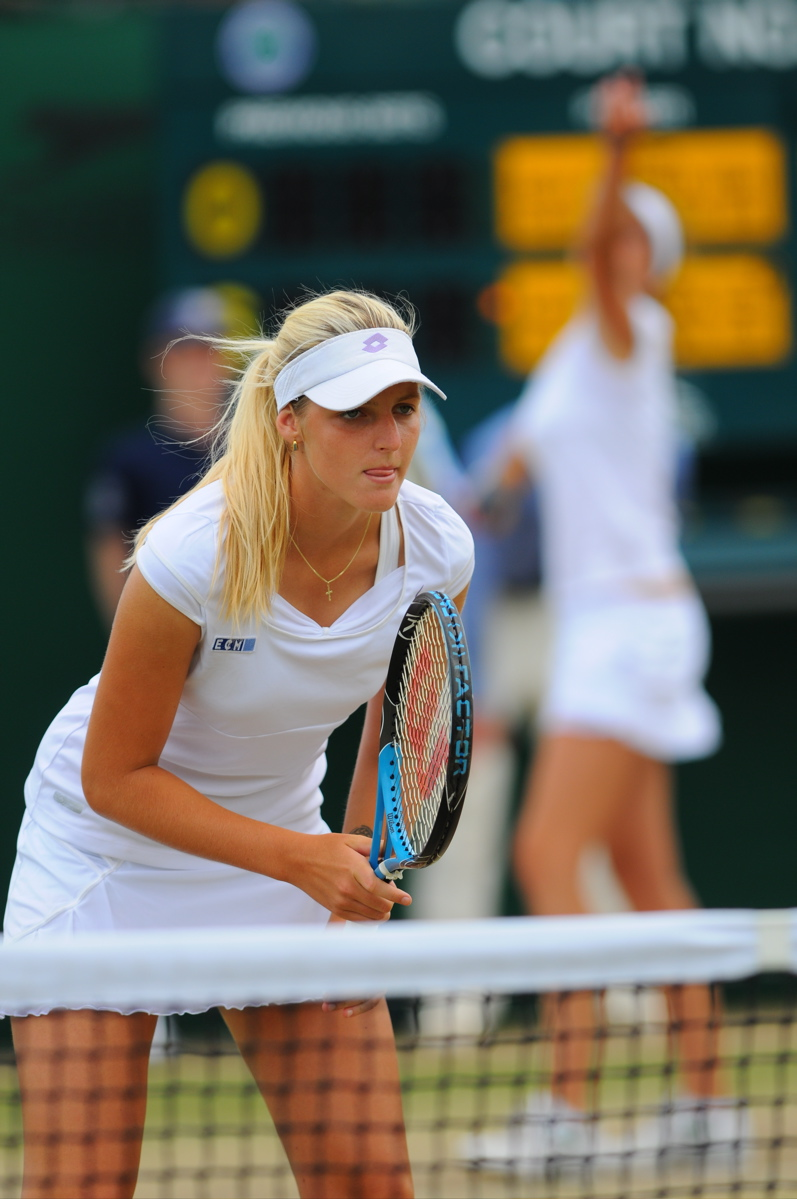
Kristýna Plíšková.

Tomáš Berdych se poprvé v kariéře probojoval do finále grandslamu v mužské dvouhře, kde nestačil na Rafaela Nadala. Byl prvním Čechem od Ivana Lendla (finále 1986 a 1987), kterému se tento výsledek podařil. Po turnaji postoupil na žebříčku ATP na své dosavadní maximum, když byl 5. července 2010 klasifikován na 8. místě. Na turnaji zahrál druhý nejvyšší počet 111 es, John Isner jich nasbíral 113 (v jediném zápase).
Petra Kvitová si poprvé zahrála semifinále grandslamu v ženské dvouhře, v němž prohrála s aktuálně nejlepší hráčkou světa a obhájkyní titulu Serenou Williamsovou, jež turnaj vyhrála. Díky tomuto výsledku na žebříčku WTA postoupila o 33 míst a poprvé v kariéře byla 5. července 2010 hodnocena v TOP 30 nejlepších tenistek světa, konkrétně na 29. místě. Na turnaji zahrála druhý nejvyšší počet 25 dvojchyb, pouze Kanepiová jich zaznamenala 29. Stejně tak proměnila druhý největší počet brejkbolů, a to 24 míčů. Pouze jediný úspěšně proměněný brejkbol ji dělil od rekordu Sereny Williamsové.
Také devátý nasazený smíšený pár Iveta Benešová a Lukáš Dlouhý se probojoval do semifinále soutěže, kde podlehl pozdější vítězné dvojici Cara Blacková a Leander Paes.
Ve wimbledonské juniorce zaznamenala úspěch Kristýna Plíšková, když vyhrála soutěž ve dvouhře, po finálové výhře nad Japonkou Sachie Išizuovou. Stala se tak po Andree Holíkové (1985) a Andree Strnadové (1989, 1990) teprve třetí Češkou, která juniorku tohoto turnaje vyhrála. Navázala také na úspěch svého dvojčete Karolíny Plíškové, jež získala titul na prvním grandslamu sezóny Australian Open 2010.
Soutěž ženské čtyřhry tenisových legend vyhrála Jana Novotná společně s Martinou Navrátilovou.
Na celém turnaji byli přítomni někteří bývalí čeští tenisté, mimo jiné wimbledonští vítězové Jan Kodeš a Helena Suková.

### Mužská dvouhra
| Kolo    | Český hráč         | Soupeř             | Výsledek                |
| 1. kolo | Jan Hájek          | Andy Murray (4)    | 5–7, 1–6, 2–6           |
| 1. kolo | Tomáš Berdych (12) | Andrej Golubjov    | 7–6, 6–2, 6–2           |
| 2. kolo | Tomáš Berdych (12) | Benjamin Becker    | 7-5, 6–3, 6–4           |
| 3. kolo | Tomáš Berdych (12) | Denis Istomin      | 6–7, 7–6, 6–7, 6–3, 6–4 |
| 4. kolo | Tomáš Berdych (12) | Daniel Brands      | 4–6, 7–6, 7–5, 6–3      |
| ČF      | Tomáš Berdych (12) | Roger Federer (1)  | 6–4, 3–6, 6–1, 6–4      |
| SF      | Tomáš Berdych (12) | Novak Djoković (3) | 6-3, 7–6, 6–3           |
| Finále  | Tomáš Berdych (12) | Rafael Nadal (2)   | 3–6, 5–7, 4–6           |

### Ženská dvouhra
| Kolo    | Česká hráčka          | Soupeřka                 | Výsledek      |
| 1. kolo | Petra Kvitová         | Sorana Cîrsteaová        | 6–2, 6–2      |
| 2. kolo | Petra Kvitová         | Čeng Ťie (16)            | 6–4, 2–6, 6–2 |
| 3. kolo | Petra Kvitová         | Viktoria Azarenková (14) | 7–5, 6–0      |
| 4. kolo | Petra Kvitová         | Caroline Wozniacká (3)   | 6–2, 6–0      |
| ČF      | Petra Kvitová         | Kaia Kanepiová (Q)       | 4–6, 7–6, 8–6 |
| SF      | Petra Kvitová         | Serena Williamsová (1)   | 6–7, 2–6      |
| 1. kolo | Klára Zakopalová      | Yvonne Meusburgerová     | 6–7, 6–1, 6–0 |
| 2. kolo | Klára Zakopalová      | Aravane Rezaïová (18)    | 5–7, 6–3, 6–3 |
| 3. kolo | Klára Zakopalová      | Flavia Pennettaová (10)  | 6–2, 6–3      |
| 4. kolo | Klára Zakopalová      | Kaia Kanepiová (Q)       | 2–6, 4–6      |
| 1. kolo | Lucie Šafářová (25)   | Dominika Cibulková       | 6–7, 4–6      |
| 1. kolo | Iveta Benešová        | A. Pavljučenkovová (29)  | 3–6, 4–6      |
| 1. kolo | B. Záhlavová-Strýcová | Jelena Vesninová         | 6–1, 6–3      |
| 2. kolo | B. Záhlavová-Strýcová | Daniela Hantuchová (24)  | 1–6, 6–2, 6–4 |
| 3. kolo | B. Záhlavová-Strýcová | Maria Šarapovová (16)    | 5–7, 3–6      |
| 1. kolo | Lucie Hradecká        | Varvara Lepčenková       | 4–6, 5–7      |
| 1. kolo | Andrea Hlaváčková     | N. Lertcheewakarnová     | 6–3, 6–2      |
| 2. kolo | Andrea Hlaváčková     | Věra Zvonarevová         | 1–6, 4–6      |
| 1. kolo | Renata Voráčová       | Jarmila Grothová         | 4–6, 3–6      |
| 1. kolo | Sandra Záhlavová      | Alisa Klejbanovová (26)  | 2–6, 3–6      |

## Zajímavosti

### Nejdelší zápas tenisové historie

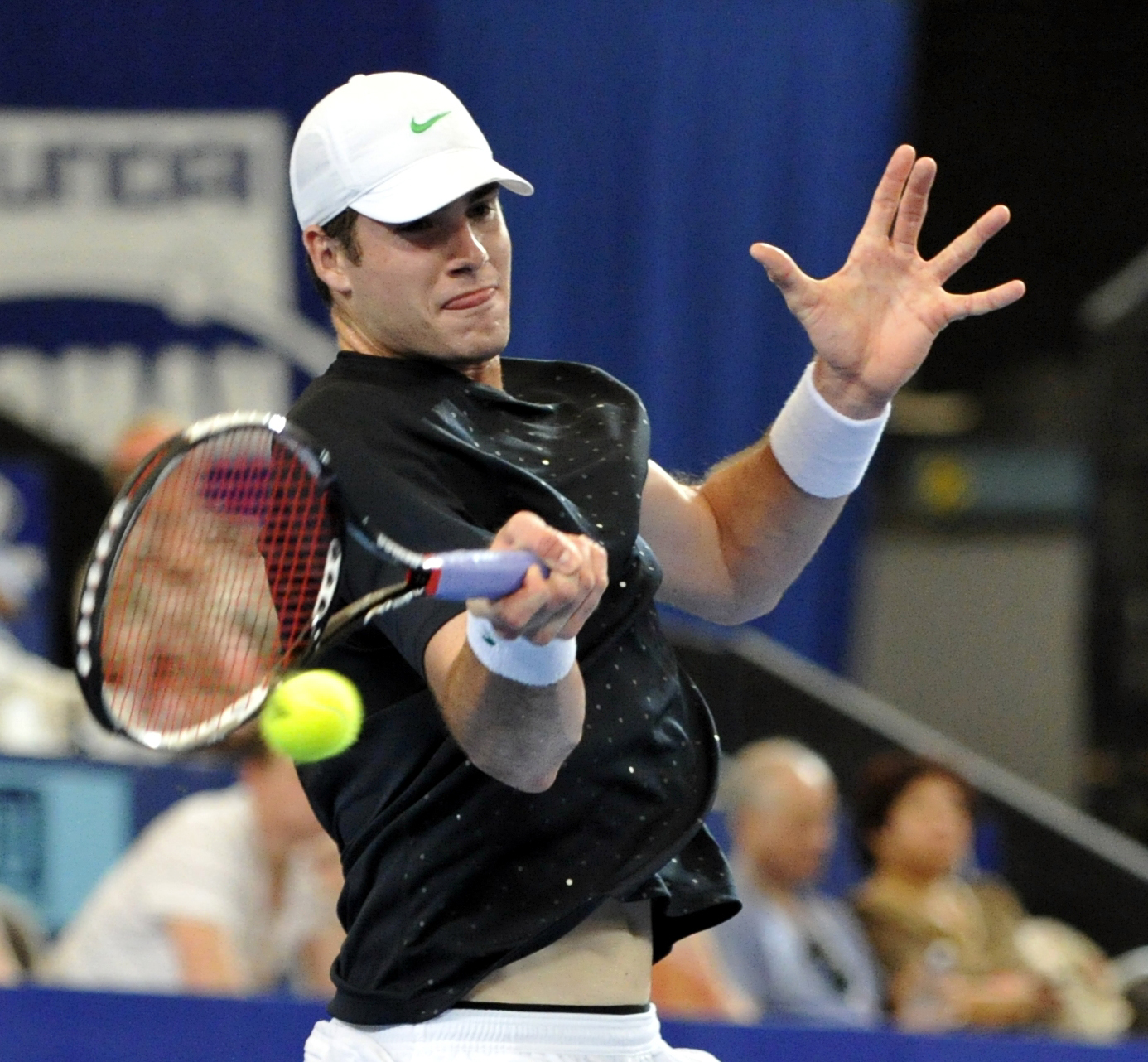
John Isner.

Nejdelší zápas celé tenisové historie sehráli 22. až 24. června v 1. kole mužské dvouhry Američan John Isner a Francouz Nicolas Mahut na dvorci číslo 18. Celkový čas činil 11 hodin a 5 minut, dvakrát bylo utkání přerušeno pro tmu. Jen pátý set se hrál 8 hodin a 11 minut, čímž byl o 1 hodinu a 38 minut delší než celý bývalý rekordní zápas mezi Fabricem Santorem a Arnaudem Clémentem, který trval 6 hodin a 33 minut. John Isner zvítězil po setech 4:6 6:3 7:6(7) 6:7(3) a 70:68. Odehrálo se 183 gamů a téměř 1 000 výměn. Také padly rekordy v počtu es, Isner jich nastřílel 112, Mahut pak 103.
Oba hráči po ukončení převzali pamětní medaile z rukou britských tenisových legend Tima Henmana a wimbledonské vítězky z roku 1969 Anny Jonesové.
| „               | Bylo to hodně dlouhé, ale já myslím, že jsme si to užili. Je to obrovská pocta hrát největší zápas v nejlepším tenisovém prostředí. John podával neuvěřitelně, zasloužil si to. | “ |
| — Nicolas Mahut | |   |

### Návštěva královny
Po 33 letech navštívila turnaj 24. června anglická královna Alžběta II. Tehdy v roce 1977 sledovala turnajové vítězství Britky Virginie Wadeové. Během návštěvy 124. ročníku byla přítomna výhře Brita Andy Murrayho ve 2. kole na centrálním dvorci a pozdravila se s wimbledonskými vítězi včetně Martiny Navrátilové, Billie Jean Kingové, Rogera Federera nebo Sereny Williamsové.

## Dospělí

### Dvouhra mužů
|  | Čtvrtfinále | Čtvrtfinále | Čtvrtfinále | Čtvrtfinále | Čtvrtfinále | Čtvrtfinále | Čtvrtfinále |    |           | Semifinále | Semifinále | Semifinále | Semifinále | Semifinále | Semifinále | Semifinále |  |  | Finále | Finále    | Finále | Finále | Finále | Finále | Finále |
|  |             |             |             |             |             |             |             |    |           |            |            |            |            |            |            |            |  |  |        |           |        |        |        |        |        |
|  | 1           | R Federer   | 4           | 6           | 1           | 4           |             |    |           |            |            |            |            |            |            |            |  |  |        |           |        |        |        |        |        |
|  | 12          | T Berdych   | 6           | 3           | 6           | 6           |             |    |           |            |            |            |            |            |            |            |  |  |        |           |        |        |        |        |        |
|  | 12          | T Berdych   | 6           | 3           | 6           | 6           |             | 12 | T Berdych | 6          | 7          | 6          |            |            |            |            |  |  |        |           |        |        |        |        |        |
|  |             |             |             |             |             |             |             | 12 | T Berdych | 6          | 7          | 6          |            |            |            |            |  |  |        |           |        |        |        |        |        |
|  |             | 3           | N Djoković  | 3           | 69          | 3           |             |    |           |            |            |            |            |            |            |            |  |  |        |           |        |        |        |        |        |
|  | 3           | 3           | N Djoković  | 3           | 69          | 3           | N Djoković  | 6  | 6         | 6          |            |            |            |            |            |            |  |  |        |           |        |        |        |        |        |
|  | 3           |             |             |             |             |             | N Djoković  | 6  | 6         | 6          |            |            |            |            |            |            |  |  |        |           |        |        |        |        |        |
|  |             | Lu Jan-sun  | 3           | 2           | 2           |             |             |    |           |            |            |            |            |            |            |            |  |  |        |           |        |        |        |        |        |
|  |             |             |             |             |             |             |             |    |           |            |            |            |            |            |            |            |  |  | 12     | T Berdych | 3      | 5      | 4      |        |        |
|  |             |             | 2           | R Nadal     | 6           | 7           | 6           |    |           |            |            |            |            |            |            |            |  |  |        |           |        |        |        |        |        |
|  | 10          | J-W Tsonga  | 7           | 65          | 2           | 2           |             |    |           |            |            |            |            |            |            |            |  |  |        |           |        |        |        |        |        |
|  | 4           | A Murray    | 65          | 7           | 6           | 6           |             |    |           |            |            |            |            |            |            |            |  |  |        |           |        |        |        |        |        |
|  | 4           | A Murray    | 65          | 7           | 6           | 6           |             | 4  | A Murray  | 4          | 6          | 4          |            |            |            |            |  |  |        |           |        |        |        |        |        |
|  |             |             |             |             |             |             |             | 4  | A Murray  | 4          | 6          | 4          |            |            |            |            |  |  |        |           |        |        |        |        |        |
|  |             | 2           | R Nadal     | 6           | 7           | 6           |             |    |           |            |            |            |            |            |            |            |  |  |        |           |        |        |        |        |        |
|  | 6           | 2           | R Nadal     | 6           | 7           | 6           | R Söderling | 6  | 3         | 64         | 1          |            |            |            |            |            |  |  |        |           |        |        |        |        |        |
|  | 6           |             |             |             |             |             | R Söderling | 6  | 3         | 64         | 1          |            |            |            |            |            |  |  |        |           |        |        |        |        |        |
|  | 2           | R Nadal     | 3           | 6           | 7           | 6           |             |    |           |            |            |            |            |            |            |            |  |  |        |           |        |        |        |        |        |

### Dvouhra žen
|  | Čtvrtfinále | Čtvrtfinále   | Čtvrtfinále   | Čtvrtfinále | Čtvrtfinále |                |               | Semifinále    | Semifinále | Semifinále | Semifinále | Semifinále |   |               | Finále | Finále | Finále | Finále | Finále |
|  |             |               |               |             |             |                |               |               |            |            |            |            |   |               |        |        |        |        |        |
|  | 1           | S Williamsová | 7             | 6           |             |                |               |               |            |            |            |            |   |               |        |        |        |        |        |
|  | 9           | Li Na         | 5             | 3           |             |                |               |               |            |            |            |            |   |               |        |        |        |        |        |
|  | 9           | Li Na         | 5             | 3           |             | 1              | S Williamsová | 7             | 6          |            |            |            |   |               |        |        |        |        |        |
|  |             |               |               |             |             |                | S Williamsová | 7             | 6          |            |            |            |   |               |        |        |        |        |        |
|  |             |               | P Kvitová     | 65          | 2           |                |               |               |            |            |            |            |   |               |        |        |        |        |        |
|  |             | P Kvitová     | P Kvitová     | 65          | 2           | 4              | 7             | 8             |            |            |            |            |   |               |        |        |        |        |        |
|  |             | P Kvitová     |               |             |             | 4              | 7             | 8             |            |            |            |            |   |               |        |        |        |        |        |
|  | Q           | K Kanepiová   | 6             | 68          | 6           |                |               |               |            |            |            |            |   |               |        |        |        |        |        |
|  | Q           | K Kanepiová   | 6             | 68          | 6           |                |               |               |            |            |            |            | 1 | S Williamsová | 6      | 6      |        |        |        |
|  |             |               |               |             |             |                |               |               |            |            |            |            |   | S Williamsová | 6      | 6      |        |        |        |
|  |             | 21            | V Zvonarevová | 3           | 2           |                |               |               |            |            |            |            |   |               |        |        |        |        |        |
|  | 8           | 21            | V Zvonarevová | 3           | 2           | K Clijstersová | 6             | 4             | 2          |            |            |            |   |               |        |        |        |        |        |
|  | 8           |               |               |             |             | K Clijstersová | 6             | 4             | 2          |            |            |            |   |               |        |        |        |        |        |
|  | 21          | V Zvonarevová | 3             | 6           | 6           |                |               |               |            |            |            |            |   |               |        |        |        |        |        |
|  | 21          | V Zvonarevová | 3             | 6           | 6           |                | 21            | V Zvonarevová | 3          | 6          | 6          |            |   |               |        |        |        |        |        |
|  |             |               |               |             |             |                | 21            | V Zvonarevová | 3          | 6          | 6          |            |   |               |        |        |        |        |        |
|  |             |               | C Pironkovová | 6           | 3           | 2              |               |               |            |            |            |            |   |               |        |        |        |        |        |
|  |             | C Pironkovová | C Pironkovová | 6           | 3           | 2              | 6             | 6             |            |            |            |            |   |               |        |        |        |        |        |
|  |             | C Pironkovová |               |             |             |                | 6             | 6             |            |            |            |            |   |               |        |        |        |        |        |
|  | 2           | V Williamsová | 2             | 3           |             |                |               |               |            |            |            |            |   |               |        |        |        |        |        |

### Čtyřhra mužů
|  | Čtvrtfinále | Čtvrtfinále                        | Čtvrtfinále                      | Čtvrtfinále | Čtvrtfinále |   |                                    | Semifinále | Semifinále | Semifinále | Semifinále | Semifinále |    |                              | Finále | Finále | Finále | Finále | Finále |
|  |             |                                    |                                  |             |             |   |                                    |            |            |            |            |            |    |                              |        |        |        |        |        |
|  | 14          | Julien Benneteau Michaël Llodra    | 6                                | 4           | 65          |   |                                    |            |            |            |            |            |    |                              |        |        |        |        |        |
|  |             | Juan Ignacio Chela Eduardo Schwank | 7                                | 6           | 7           |   |                                    |            |            |            |            |            |    |                              |        |        |        |        |        |
|  |             | Juan Ignacio Chela Eduardo Schwank | 7                                | 6           | 7           |   | Juan Ignacio Chela Eduardo Schwank | 4          | 5          | 2          |            |            |    |                              |        |        |        |        |        |
|  |             |                                    |                                  |             |             |   | Juan Ignacio Chela Eduardo Schwank | 4          | 5          | 2          |            |            |    |                              |        |        |        |        |        |
|  |             | 16                                 | Robert Lindstedt Horia Tecău     | 6           | 7           | 6 |                                    |            |            |            |            |            |    |                              |        |        |        |        |        |
|  | 16          | 16                                 | Robert Lindstedt Horia Tecău     | 6           | 7           | 6 | Robert Lindstedt Horia Tecău       | 7          | 6          | 2          |            |            |    |                              |        |        |        |        |        |
|  | 16          |                                    |                                  |             |             |   | Robert Lindstedt Horia Tecău       | 7          | 6          | 2          |            |            |    |                              |        |        |        |        |        |
|  | 11          | Marcel Granollers Tommy Robredo    | 65                               | 2           | 6           |   |                                    |            |            |            |            |            |    |                              |        |        |        |        |        |
|  | 11          | Marcel Granollers Tommy Robredo    | 65                               | 2           | 6           |   |                                    |            |            |            |            |            | 16 | Robert Lindstedt Horia Tecău | 1      | 5      | 5      |        |        |
|  |             |                                    |                                  |             |             |   |                                    |            |            |            |            |            |    | Robert Lindstedt Horia Tecău | 1      | 5      | 5      |        |        |
|  |             |                                    | Jürgen Melzer Philipp Petzschner | 6           | 7           | 7 |                                    |            |            |            |            |            |    |                              |        |        |        |        |        |
|  |             | Jürgen Melzer Philipp Petzschner   | Jürgen Melzer Philipp Petzschner | 6           | 7           | 7 | 6                                  | 7          | 6          |            |            |            |    |                              |        |        |        |        |        |
|  |             | Jürgen Melzer Philipp Petzschner   |                                  |             |             |   | 6                                  | 7          | 6          |            |            |            |    |                              |        |        |        |        |        |
|  |             | Rohan Bopanna Aisam-ul-Haq Qureshi | 4                                | 63          | 2           |   |                                    |            |            |            |            |            |    |                              |        |        |        |        |        |
|  |             | Rohan Bopanna Aisam-ul-Haq Qureshi | 4                                | 63          | 2           |   | Jürgen Melzer Philipp Petzschner   | 7          | 6          | 3          |            |            |    |                              |        |        |        |        |        |
|  |             |                                    |                                  |             |             |   | Jürgen Melzer Philipp Petzschner   | 7          | 6          | 3          |            |            |    |                              |        |        |        |        |        |
|  |             | 7                                  | Wesley Moodie Dick Norman        | 63          | 3           | 6 |                                    |            |            |            |            |            |    |                              |        |        |        |        |        |
|  | 7           | 7                                  | Wesley Moodie Dick Norman        | 63          | 3           | 6 | Wesley Moodie Dick Norman          | 7          | 7          | 63         |            |            |    |                              |        |        |        |        |        |
|  | 7           |                                    |                                  |             |             |   | Wesley Moodie Dick Norman          | 7          | 7          | 63         |            |            |    |                              |        |        |        |        |        |
|  | 2           | Bob Bryan Mike Bryan               | 64                               | 65          | 7           |   |                                    |            |            |            |            |            |    |                              |        |        |        |        |        |

## Junioři

### Dvouhra juniorů
Márton Fucsovics vs.  Benjamin Mitchell 6–4, 6–4

### Dvouhra juniorek
Kristýna Plíšková vs.  Sačie Išizuová 6–3, 4–6, 6–4

### Čtyřhra juniorů
Liam Broady /  Tom Farquharson vs.  Lewis Burton /  George Morgan 7–6(4), 6–4

### Čtyřhra juniorek
Tímea Babos /  Sloane Stephens vs.  Irina Chromačovová /  Elina Svitolinová 6–7(7), 6–2, 6–2

## Další soutěže

### Čtyřhra legend – senioři
Donald Johnson /  Jared Palmer vs.  Wayne Ferreira /  Jevgenij Kafelnikov 6–3, 6–2

### Čtyřhra legend – muži
Pat Cash /  Mark Woodforde vs.  Jeremy Bates /  Anders Järryd 6–2, 7–6(5)

### Čtyřhra legend – ženy
Martina Navrátilová /  Jana Novotná vs.  Tracy Austinová /  Kathy Rinaldiová 7–5, 6–0

### Vozíčkáři – mužská čtyřhra
Robin Ammerlaan /  Stefan Olsson vs.  Stéphane Houdet /  Šingo Kunieda 6–4, 7–6(4)

### Vozíčkáři – ženská čtyřhra
Esther Vergeerová /  Sharon Walravenová vs.  Daniela Di Torová /  Lucy Shukerová 6–2, 6–3

## Obdržení divoké karty
Následující hráči obdrželi od pořadatelů turnaje divokou kartu (Wild Card) do hlavních soutěží:

### Mužská dvouhra
1. Jamie Baker
2. Teimuraz Gabašvili
3. Nicolas Kiefer
4. Andrej Kuzněcov
5. Kei Nišikori

### Ženská dvouhra
1. Noppawan Lertcheewakarnová
2. Katie O'Brienová
3. Alison Riskeová
4. Laura Robsonová
5. Chanelle Scheepersová
6. Melanie Southová
7. Heather Watsonová

### Mužská čtyřhra
1. Alex Bogdanović /  Alexander Slabinsky
2. Jamie Delgado /  Joshua Goodall
3. Chris Eaton /  Dominic Inglot
4. Jonathan Marray /  Jamie Murray

### Ženská čtyřhra
1. Naomi Broadyová /  Katie O'Brienová
2. Naomi Cavadayová /  Anna Smithová
3. Anne Keothavongová /  Melanie Southová
4. Sally Peersová /  Laura Robsonová

### Smíšená čtyřhra
1. Bob Bryan /  Lindsay Davenportová
2. Colin Fleming /  Sarah Borwellová
3. Ross Hutchins /  Anne Keothavongová
4. Jonathan Marray /  Anna Smithová
5. Jamie Murray /  Laura Robsonová

## Postupující z kvalifikace
Následující hráči postoupili do hlavních soutěží turnaje z kvalifikace:

### Mužská dvouhra
1. Guillermo Alcaide
2. Carsten Ball
3. Ričardas Berankis
4. Ilija Bozoljac
5. Taylor Dent
6. Rik de Voest
7. Ivan Dodig
8. Brendan Evans
9. Martin Fischer
10. Jesse Huta Galung
11. Marsel İlhan
12. Tobias Kamke
13. Robert Kendrick
14. Nicolas Mahut
15. Bernard Tomic
16. Jesse Witten

Následující hráči jsou tzv. šťastní prohraní (lucky losers):
1. Ramón Delgado
2. Stefan Koubek
3. Jesse Levine
4. Julian Reister
5. Go Soeda
6. Ryan Sweeting
7. Santiago Ventura

### Ženská dvouhra
1. Gréta Arnová
2. Eleni Daniilidou
3. Andrea Hlaváčková
4. Kaia Kanepiová
5. Nuria Llagosteraová Vivesová
6. Mirjana Lučićová
7. Bethanie Matteková-Sandsová
8. Kurumi Naraová
9. Monica Niculescuová
10. Romina Oprandiová
11. Shenay Perryová
12. Anastasia Jakimovová

Následující hráčky jsou tzv. šťastné prohrané (lucky losers):
1. Stéphanie Duboisová
2. Anastasia Pivovarová

### Mužská čtyřhra
1. Ilija Bozoljac /  Harsh Mankad
2. Rik de Voest /  Mischa Zverev
3. Somdev Devvarman /  Treat Conrad Huey
4. Jesse Levine /  Ryan Sweeting

### Ženská čtyřhra
1. Jill Craybasová /  Marina Erakovićová
2. Eleni Daniilidou /  Jasmin Wöhrová
3. Kaia Kanepiová /  Žang Šuajová
4. Maria Korytcevová /  Darja Kustovová

## Bodové hodnocení do ATP a WTA
| Kolo/Soutěž         | Mužská dvouhra | Mužská čtyřhra | Ženská dvouhra | Ženská čtyřhra |
| ------------------- | -------------- | -------------- | -------------- | -------------- |
| Vítěz               | 2000           | 2000           | 2000           | 2000           |
| Finále              | 1200           | 1200           | 1400           | 1400           |
| Semifinále          | 720            | 720            | 900            | 900            |
| Čtvrtfinále         | 360            | 360            | 500            | 500            |
| 16 hráčů v kole     | 180            | 180            | 280            | 280            |
| 32 hráčů v kole     | 90             | 90             | 160            | 160            |
| 64 hráčů v kole     | 45             | 0              | 100            | 5              |
| 128 hráčů v kole    | 10             | –              | 5              | –              |
| Kvalifikanti        | 25             | –              | 60             | –              |
| 3. kolo kvalifikace | 16             | –              | 50             | –              |
| 2. kolo kvalifikace | 8              | –              | 40             | –              |
| 1. kolo kvalifikace | 0              | –              | 2              | –              |

## Prize money
Všechny finanční prémie byly vypláceny v librách (£); částky v soutěžích čtyřher jsou uváděny na pár.
| Umístění    | Dvouhra (£) | Čtyřhra (£) | Smíšená čtyřhra (£) |
| ----------- | ----------- | ----------- | ------------------- |
| Vítězové    | 1 000 000   | 324 000     | 92 000              |
| Finále      | 500 000     | 120 000     | 46 000              |
| Semifinále  | 250 000     | 60 000      | 23 000              |
| Čtvrtfinále | 125 000     | 30 000      | 10 500              |
| 4. kolo     | 62 500      | —           | —                   |
| 3. kolo     | 31 250      | 16 000      | 5 200               |
| 2. kolo     | 18 750      | 9 000       | 2 600               |
| 1. kolo     | 11 250      | 5 250       | 1 300               |